# Test Williamsa
Test Williamsa - (ang. Eustachian Tube Function Test - ETF) - test oceny drożności trąbki słuchowej polegający na wykreślaniu krzywych tympanometrycznych podczas wymuszanej przez badanego zmianie ciśnienia w jamie bębenkowej. 
Wykonanie testu bazuje na zjawisku zmniejszenia ciśnienia w jamie bębenkowej podczas przełknięcia śliny przy jednoczesnym zatkaniu nosa (tzw. próba Toynbee'go) oraz zwiększenia ciśnienia przy wykonaniu próby Valsalvy.
Przy prawidłowej drożności trąbki słuchowej zmniejszenie ciśnienia powoduje przesunięcie krzywej tympanometrycznej w lewo (w kierunku wartości ujemnych), natomiast jego zwiększenie przemieszcza krzywą w prawo.
Badanie wymaga współpracy chorego.